# Беленький, Анатолий Матвеевич
Анатолий Матвеевич Беленький (3 мая 1939 год) — советский и российский учёный-металлург, специалист в области энергоэффективных и энергосберегающих технологий, конструкций нагревательных и термических печей. Доктор технических наук, профессор кафедры «Энергоэффективные и ресурсосберегающие промышленные технологии» НИТУ "МИСиС". Награжден почётным знаком «За отличные успехи в области высшего образования СССР».

## Биография
Беленький Анатолий Матвеевич родился 3 мая 1939 года. В 1961 году окончил Московский институт стали, получив квалификацию инженер-металлург по специальности «Металлургические печи». В настоящее время – доктор технических наук, профессор кафедры «Энергоэффективные и ресурсосберегающие промышленные технологии», генеральный директор ООО «Инновации и энергосбережение» (малое предприятие при НИТУ «МИСиС»).

## Научная и педагогическая деятельность
Область научных интересов: совершенствование тепловой работы и конструкций нагревательных, роликовых, протяжных, колпаковых и камерных печей; разработка и внедрение новых энергосберегающих технологий в металлургии, машиностроении и энергетике; разработка и внедрение методов и средств измерения температуры и состава металла.
Беленький А.М. является членом диссертационного совета Д.212.157.10 при МЭИ (ТУ) и членом диссертационного совета Д.212.132.04 при МИСиС.
Им подготовлено 14 кандидатов технических наук, опубликовано более 150 печатных работ, в том числе 4 учебника; получено более 50 авторских свидетельств СССР и патентов России.
А.М. Беленький был заместителем председателя оргкомитета и ответственным секретарем при организации и проведении следующих международных научно-практических конференций:
- 2000 г. «Автоматизированный печной агрегат – основа энергосберегающих технологий XXI века».
- 2002 г. «Автоматизированные печные агрегаты и энергосберегающие технологии в металлургии».
- 2006 г. «Металлургическая теплотехника: история, современное состояние, будущее. К столетию М.А.Глинкова».
- 2008 г. «Печные агрегаты и энергосберегающие технологии в металлургии и машиностроении».
- 2010 г. «Энергосберегающие технологии в металлургической промышленности».
- 2012 г.  «Энергосберегающие технологии в промышленности. Печные агрегаты. Экология».
- 2014 г. «Энергосберегающие технологии в промышленности. Печные агрегаты. Экология».
- 2016 г. VIII Международная научно-практическая конференция «Энергоэффективные и ресурсосберегающие технологии в промышленности. 100 лет отечественного проектирования металлургических печей».

Модератор секции «Энергосбережение и энергоэффективность» Международных семинаров, организованных Минобрнауки РФ: Болгария (София, 2008, Пловдив, 2011), Франция (Париж, 2010), Испания (Мадрид, 2011). Внешний эксперт ООО «ТЮФ ЗЮД Русланд» по проведению аудита систем энергетического менеджмента на основании ИСО 50001  на ОАО «НЛМК» (2012). Редактор – координатор Библиотеки энергоэффективности и энергосбережения («Интехэнерго-издат. 2014 – 2016).

## Признание
Беленький А.М. награжден почётным знаком «За отличные успехи в области высшего образования СССР» (1989 г.), медалью СССР «Ветеран труда» (1989 г.) и медалью «В память 850-летия Москвы» (1997 г). 20 апреля 2015 г. в рамках XIII Московского международного энергетического форума профессор А.М. Беленький получил награду за вклад в развитие топливно-энергетического комплекса России. В 2014 г. Московская городская Организация Всероссийского общества изобретателей и рационализаторов вручила А.М. Беленькому медаль «За высокий вклад в развитие изобретательства».